# 木原誠二
木原誠二（日语：／ Kihara Seiji，1970年6月8日—）是一名日本政治人物，自由民主党所屬眾議院議員（3期），前任外務副大臣、外務大臣政務官，現任內閣官房副長官。

## 生平
先後就讀武蔵中學校・高等學校、東京大学法学部，畢業之後進入大藏省工作。1995年－1997年期間，經由證券局到倫敦政治經濟學院留学。
2016年4月，任職外務副大臣的木原誠二接受環球網訪問表示到日本旅遊的中國人持續增加，當局亦期望吸引更多外國遊客，因此正考慮制訂相關政策和措施，向包括中國在內的更多國家提供免簽證待遇。

## 荣誉

### 外国勋章奖章
- 北极星勋章（蒙古，2016年6月7日于乌兰巴托颁发[3]）